# توماس بوبرل
توماس بوبرل (انگلیسی: Thomas Buberl؛ زادهٔ ۲۴ مارس ۱۹۷۳) مدیر اجرایی اهل آلمان است، که هم‌اکنون به‌عنوان مدیرعامل شرکت آکسا فعالیت می‌کند. او همچنین از اعضای هیئت مدیره شرکت‌های آی‌بی‌ام، برتلسمان و اکسا اکس‌ال نیز می‌باشد. برندهٔ جوایزی همچون لژیون دونور (شوالیه) شده‌است.